# فردریک مک‌وی
فردریک مک‌وی (انگلیسی: Frederick McEvoy; ۱۲ فوریهٔ ۱۹۰۷ – ۷ نوامبر ۱۹۵۱)  از ورزشکاران و مدال‌آوران در بازی‌های المپیک زمستانی و بازیگر اهل استرالیا بود.